# Simon Adingra
Simon Adingra (født 1. januar 2002) er en ivoriansk professionel fodboldspiller, som spiller som winger for Premier League-klubben Sunderland og Elfenbenskystens landshold.

## Klubkarriere

### FC Nordsjælland
Adingra kom igennem Right to Dream akademiet i Ghana, før han i 2020 skiftede til FC Nordsjælland. Han gjorde sin førsteholdsdebut den 18. april 2021, og scorede på sin debut.

### Brighton

#### Transfer og leje til Belgien
Adingra skiftede i juni 2022 til Brighton & Hove Albion, og blev efter skiftet udlejet direkte til Brightons belgiske samarbejdsklub Union SG.

#### Brighton-karriere
Adringra debuterede for Brighton den 12. august 2023 i en Premier League-kamp imod Luton Town, og scorede på sin debut.

### Sunderland
Adingra skiftede i juli 2025 til Sunderland på en fast aftale.

## Landsholdskarriere
Adingra debuterede for Elfenbenskystens landshold den 17. juni 2023.